# Bukovica Mala (gmina Derventa)
Bukovica Mala (cyr. Буковица Мала) – wieś w Bośni i Hercegowinie, w Republice Serbskiej, w gminie Derventa. W 2013 roku liczyła 27 mieszkańców.